# Clinopodium brownei
Clinopodium brownei là một loài thực vật có hoa trong họ Hoa môi. Loài này được (Sw.) Kuntze mô tả khoa học đầu tiên năm 1891.